# Premi Magritte 2022
La cerimonia di premiazione della 11ª edizione dei Premi Magritte si è tenuta il 12º febbraio 2022 al centro congressi Square di Bruxelles. L'edizione dell'anno precedente fu soppressa a causa della pandemia di COVID-19 in Belgio, per cui le opere presentate comprendono i due anni solari trascorsi.

## Vincitori e candidati
Vengono di seguito indicati in grassetto i vincitori. Ove ricorrente e disponibile, viene indicato il titolo in lingua italiana e quello in lingua originale tra parentesi.
Miglior film
- La folle vita (Une vie démente), regia di Ann Sirot e Raphaël Balboni
  - Adorazione (Adoration), regia di Fabrice Du Welz
  - Donne di mondo (Filles de joie), regia di Frédéric Fonteyne e Anne Paulicevich
  - Les Intranquilles, regia di Joachim Lafosse
  - Il patto del silenzio - Playground (Un monde), regia di Laura Wandel

Miglior regista
- Laura Wandel - Il patto del silenzio - Playground (Un monde)
  - Fabrice Du Welz - Adorazione (Adoration)
  - Joachim Lafosse - Les Intranquilles
  - Ann Sirot e Raphaël Balboni - La folle vita (Une vie démente)

Miglior film straniero in coproduzione
- Titane, regia di Julia Ducournau
  - Adam, regia di Maryam Touzani
  - Onoda - 10.000 notti nella giungla (Onoda, 10 000 nuits dans la jungle), regia di Arthur Harari
  - L'uomo che vendette la sua pelle (The Man Who Sold His Skin), regia di Kaouther Ben Hania

Migliore sceneggiatura originale o adattamento
- Ann Sirot e Raphaël Balboni - La folle vita (Une vie démente)
  - Laura Wandel - Il patto del silenzio - Playground (Un monde)
  - Joachim Lafosse - Les Intranquilles
  - Anne Paulicevich - Donne di mondo (Filles de joie)

Miglior attore
- Jean Le Peltier - La folle vita (Une vie démente)
  - Bouli Lanners - A letto con Sartre (Cette musique ne joue pour personne)
  - Jérémie Renier - Slalom
  - Arieh Worthalter - Stringimi forte (Serre-moi fort)

Migliore attrice
- Jo Deseure - La folle vita (Une vie démente)
  - Lubna Azabal - Adam
  - Lucie Debay - La folle vita (Une vie démente)
  - Virginie Efira - Adieu les cons

Miglior attore non protagonista
- Gilles Remiche - La folle vita (Une vie démente)
  - Patrick Descamps - Les Intranquilles
  - Sam Louwyck - Jumbo
  - Benoît Poelvoorde - Adorazione (Adoration)

Migliore attrice non protagonista
- Laura Verlinden - Il patto del silenzio - Playground (Un monde)
  - Myriem Akheddiou - Titane
  - Claire Bodson  - Fils de plouc
  - Émilie Dequenne - Les choses qu'on dit, les choses qu'on fait

Migliore promessa maschile
- Günter Duret - Il patto del silenzio - Playground (Un monde)
  - Roméo Elvis - Mandibules
  - Basile Grunberger - SpaceBoy
  - Yoann Zimmer - Des hommes

Migliore promessa femminile
- Maya Vanderbeque - Il patto del silenzio - Playground (Un monde)
  - Salomé Dewaels - Illusioni perdute (Illusions perdues)
  - Fantine Harduin - Adorazione (Adoration)
  - Daphné Patakia - Benedetta

Miglior fotografia
- Ruben Impens - Titane
  - Manuel Dacosse - Adorazione (Adoration)
  - Frédéric Noirhomme - Il patto del silenzio - Playground (Un monde)

Miglior sonoro
- Mathieu Cox, Corinne Dubien, Thomas Grimm-Landsberg, David Vranken - Il patto del silenzio - Playground (Un monde)
  - Bruno Schweisguth, Julien Mizac, Philippe Charbonnel - La folle vita (Une vie démente)
  - Séverin Favriau, Fabrice Osinski, Stéphane Thiébaut - Titane

Migliore scenografia
Migliori costumi
- Lisa Etienne - La folle vita (Une vie démente)
  - Anna Falguères - Les Intranquilles
  - Laurie Colson e Lise Péault - Titane

 Migliore colonna sonora 
- Vincent Cahay - Adorazione (Adoration)
  - Loup Mormont - Ma voix t'accompagnera
  - DAAN - Rookie

Miglior montaggio
- Nicolas Rumpl - Il patto del silenzio - Playground  (Un monde)
  - Sophie Vercruysse e Raphaël Balboni - La folle vita (Une vie démente)
  - Marie-Hélène Dozo - Les Intranquilles

Miglior cortometraggio cinematografico
Miglior cortometraggio di animazione
Miglior documentario
- Petit Samedi
  - #salepute
  - Chasser les dragons
  - Ma voix t'accompagnera

Miglior opera prima
- Il patto del silenzio - Playground (Un monde), regia di Laura Wandel
  - Fils de plouc, regia di Harpo Guit e Lenny Guit
  - La folle vita (Une vie démente), regia di Ann Sirot e Raphaël Balboni
  - Jumbo, regia di Zoé Wittock

Premio onorario
- Marion Hänsel (alla memoria)